# Troncos celestiales

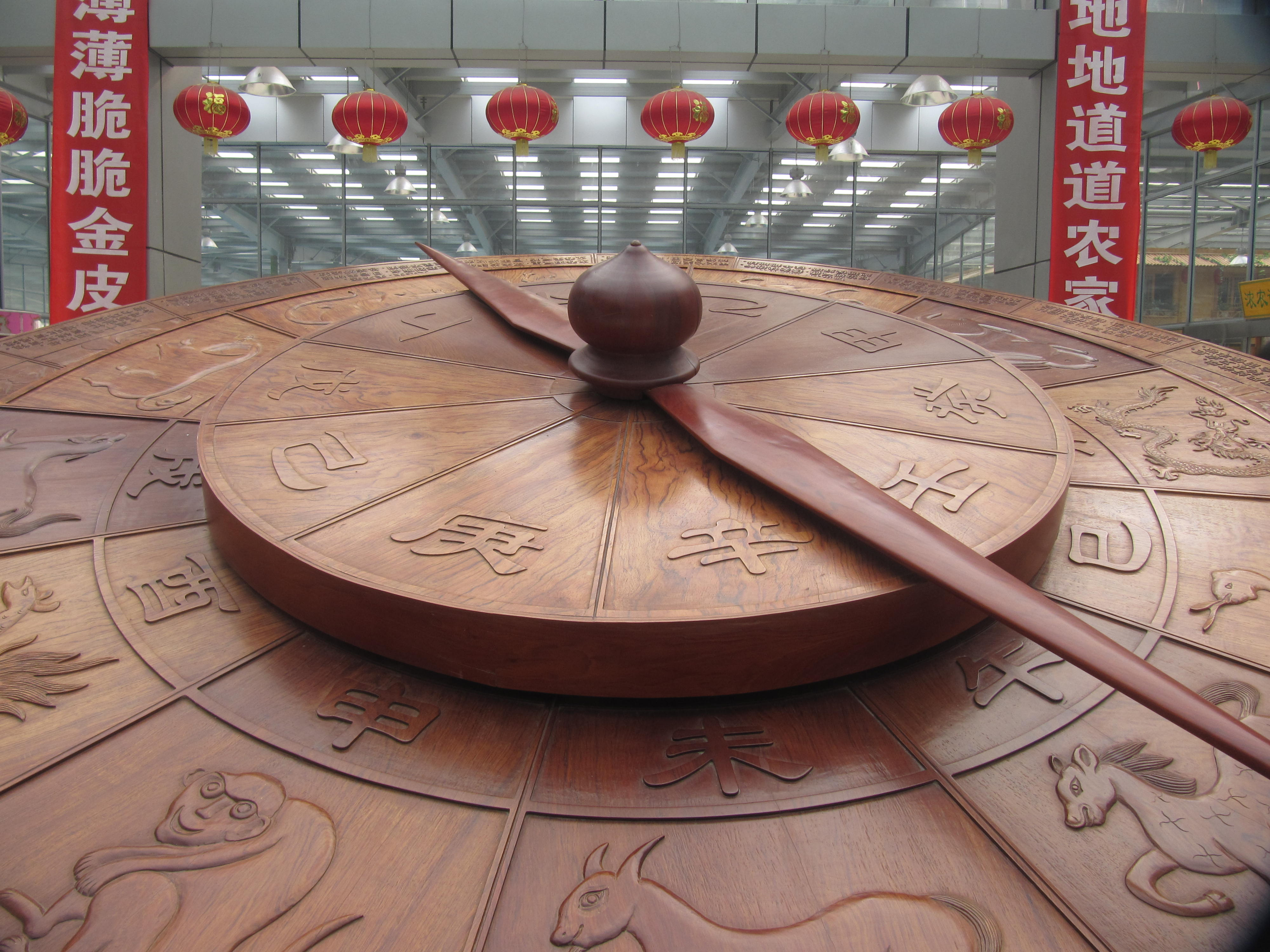

Los diez troncos celestes o celestiales (en chino, 天干; pinyin, tiāngān) son un sistema chino de ordinales que aparecieron por primera vez en la Dinastía Shang, ca. 1250 a. C., como los nombres de los diez días de la semana. También se utilizaron en el período ritual de Shang como nombres de miembros muertos de la familia , a los que se ofrecían sacrificios en el día correspondiente de la semana de Shang. Los troncos celestiales se utilizaban en combinación con las ramas terrenales, un ciclo similar de doce días, para producir un ciclo de sesenta días. Posteriormente, los tallos celestiales perdieron su función original como nombres para los días de la semana y parientes muertos y adquirieron muchos otros usos, su uso junto con las ramas terrenales como un ciclo de 60 años calendárico fue el más prominente y duradero.

## Tabla
|    | Troncos Celstiales | Chino Pinyin | Cantones Jyutping | Japonés kunyomi | Japonés on'yomi | Coreano (RR) | Vietnamita | Yin y Yang (陰陽) | Wu Xing (五行) | Correlaciones Wu xing |
| -- | ------------------ | ------------ | ----------------- | --------------- | --------------- | ------------ | ---------- | ----------------- | -------------- | --------------------- |
| 1  | 甲                 | jiǎ          | gaap3             | kinoe           | kō              | 갑 (gap)     | giáp       | 陽 (yang)         | 木 (madera)    | 東 Este               |
| 2  | 乙                 | yǐ           | jyut6             | kinoto          | otsu            | 을 (eul)     | ất         | 陰 (yin)          | 木 (madera)    | 東 Este               |
| 3  | 丙                 | bǐng         | bing2             | hinoe           | hei             | 병 (byeong)  | bính       | 陽 (yang)         | 火 (fuego)     | 南 Sur                |
| 4  | 丁                 | dīng         | ding1             | hinoto          | tei             | 정 (jeong)   | đinh       | 陰 (yin)          | 火 (fuego)     | 南 Sur                |
| 5  | 戊                 | wù           | mou6              | tsuchinoe       | bo              | 무 (mu)      | mậu        | 陽 (yang)         | 土 (tierra)    | 中 Medio              |
| 6  | 己                 | jǐ           | gei2              | tsuchinoto      | ki              | 기 (gi)      | kỷ         | 陰 (yin)          | 土 (tierra)    | 中 Medio              |
| 7  | 庚                 | gēng         | gang1             | kanoe           | kō              | 경 (gyeong)  | canh       | 陽 (yang)         | 金 (metal)     | 西 Oeste              |
| 8  | 辛                 | xīn          | san1              | kanoto          | shin            | 신 (sin)     | tân        | 陰 (yin)          | 金 (metal)     | 西 Oeste              |
| 9  | 壬                 | rén          | jam4              | mizunoe         | jin             | 임 (im)      | nhâm       | 陽 (yang)         | 水 (agua)      | 北 Norte              |
| 10 | 癸                 | guǐ          | gwai3             | mizunoto        | ki              | 계 (gye)     | quý        | 陰 (yin)          | 水 (agua)      | 北 Norte              |

## Origen
El Pueblo Shang creía que existían 10 soles, cada cual aparecía en un ciclo de diez días (旬; xún). Los Troncos Celestiales (tiāngān 天干) eran los nombres de los diez soles, que puede que hayan designado las edades del mundo como lo hicieron los Cinco Soles y las Seis edades del mundo de San Agustín. Se encontraron en los Nombres dados a los Reyes Shang. Estos consistían en términos relacionales (Padre, madre, abuelo, abuela) a la que se añadió uno de los diez nombres gān (v.gr. Abuelo Jia). Estos nombres se encuentran a menudo en bronces Shang que designaban a quien era honrado el bronce (y en qué día de la semana habría ha realizado sus ritos, ese día que coinciden con el día designado por su nombre). David Keightley, un estudioso líder de la de la China antigua y sus bronces, cree que los nombres gān fueron elegidos después de su muerte a través de la adivinación. Algunos historiadores creen que la clase dirigente de los Shang tenía diez clanes, pero no está claro si su sociedad refleja el mito o viceversa. Las asociaciones con el Yin y el Yang y los cinco elementos se desarrollaron más tarde, después del colapso de la dinastía Shang.
El significado literal de los caracteres era aproximadamente como sigue:
| Troncos celestiales | Significado              | Significado |
| Troncos celestiales | Original                 | Moderno |
| ------------------- | ------------------------ | --- |
| 甲                  | concha                   | primer (libro I, persona A etc.), casco, armadura, palabras relacionadas con escarabajos, crustáceos, grupo metilo, uñas, pies |
| 乙                  | vísceras de pez          | segundo (libro II, persona B etc.), girar, palabras relacionadas con el grupo de etilo                                         |
| 丙                  | cola de pez              | tercero, brillo, fuego, cola de pez (raro)                                                                                     |
| 丁                  | clavo                    | cuarto, hombre adulto, robusto, en forma de T, que golpea, un apellido                                                         |
| 戊                  | lanza                    | (no usado) |
| 己                  | hilos en un telar        | propio |
| 庚                  | estrella de la tarde     | edad (de una persona) |
| 辛                  | ofender a los superiores | amargo, picante, trabajoso |
| 壬                  | carga                    | ahombrar, confiar con su oficina                                                                                               |
| 癸                  | hierba eliminada         | (no usado) |

## Uso actual
Los Troncos (celestiales) son todavía utilizados hoy en día en los sistemas de conteo chinos en forma similar como se utiliza el alfabeto español. Por ejemplo:
- Nombres en documentos legales y contratos donde los hispanoparlantes usarían A, B, C, etc. Corea y Japón también usan los Troncos Celestiales para esto. En Corea, las letras gap (甲) y eul (乙) constantemente se utilizan para indicar el mayor y el más pequeño contratista (respectivamente) en un contrato legal y a veces se utilizan como sinónimos para esto; Este uso es común en la industria coreana IT .
- Opciones en exámenes de elección múltiples, encuestas, etc..
- Química orgánicas (e.g. metanol: 甲醇 jiǎchún; etanol: 乙醇 yǐchún). Vea Nomenclatura orgánica en chino.
- Enfermedad (Hepatitis A: 甲型肝炎 jiǎxíng gānyán; Hepatitis B: 乙型肝炎 yǐxíng gānyán)
- Ligas deportivas (Serie A: 意甲 yìjiǎ)
- Vitaminas (aunque en la actualidad, en este caso, el sistema ABC es más popular)
- Caracteres conversados en un texto corto (甲 habla primero, 乙 responde)
- Las notas de los estudiantes en Taiwán: con Yōu (優 adicional significa "Excelencia") antes del primer Tronco Celestial Jiǎ. Por lo tanto, las notas inglesas A, B, C, D y F corresponden a 優, 甲, 乙, 丙 y 丁 (yōu, jiǎ, yǐ, bǐng, dīng).